# 前田宏
前田 宏（まえだ ひろし、1926年10月17日 - 2017年12月25日）は、日本の弁護士（登録番号：21882）。元検事総長。日本テレビホールディングス株式会社・日本テレビ放送網株式会社社外取締役。

## 来歴・人物
東京府生まれ。旧制東京高校から東京帝国大学法学部を経て、軍隊に応召されて入隊するも、敗戦後に復員。1951年に検事に任官。その後、内閣法制局参事官、法務省刑事局刑事・総務各課長、大臣官房人事課長、甲府地検検事正、法務大臣官房長、刑事局長、法務事務次官、東京高検検事長を歴任。
1988年3月24日に検事総長に就任。就任会見で「時代の要請と国民の真に求める所に即した検察活動をしたい」と述べた。在任中にリクルート事件が発覚した際には、「やりたいだけやれ。遠慮することはない」と特捜に指示を出した。また日本航空123便墜落事故では1989年11月に関係者全員の不起訴処分とする際に、当時としては異例ともいえる遺族への不起訴理由に関する詳細な説明を前橋地検検事正に指示した。
2017年12月25日、老衰のため死去。91歳没。